# Kubai királygébics
A kubai királygébics (Tyrannus cubensis) a madarak osztályának a verébalakúak (Passeriformes) rendjéhez, ezen belül a királygébicsfélék (Tyrannidae) családjához tartozó faj.
A magyar név forrással nincs megerősítve.

## Előfordulása
Elszórt területen, Kuba szigetén honos, kóborlásai során eljut Mexikóba is. A természetes élőhelye szubtrópusi és trópusi síkvidéki és hegyi esőerdők és mocsarak.

## Életmódja
Rovarokkal, gyíkokkal és madár fiókákkal táplálkozik, a száraz évszakban jelentős mennyiségű gyümölcsöt fogyaszt.